# Comuna de Ruciane-Nida
Ruciane-Nida (polaco: Gmina Ruciane-Nida) é uma gminy (comuna) na Polónia, na voivodia de Vármia-Masúria e no condado de Piski. A sede do condado é a cidade de Ruciane-Nida.
De acordo com os censos de 2004populacja=8619, a comuna tem 8619 habitantes, com uma densidade 24,1 hab/km².

## Área
Estende-se por uma área de 357,74 km², incluindo:
- área agricola: 12%
- área florestal: 71%

## Demografia
Dados de 30 de Junho 2004:
|                      | Total   | Total | Mulheres | Mulheres | Homens  | Homens |
| -------------------- | ------- | ----- | -------- | -------- | ------- | ------ |
|                      | pessoas | %     | pessoas  | %        | pessoas | %      |
| População            | 8619    | 100   | 4333     | 50,3     | 4286    | 49,7   |
| Densidade (pop./km²) | 24,1    | 100   | 12,1     | 12,1     | 12      | 12     |

De acordo com dados de 2002, o rendimento médio per capita ascendia a 1741,63 zł.

## Subdivisões
- Gałkowo, Iznota, Karwica, Końcewo, Krzyże, Niedźwiedzi Róg, Nowa Ukta, Onufryjewo, Osiniak-Piotrowo, Szeroki Bór, Śwignajno, Ukta, Wejsuny, Wojnowo, Wólka, Wygryny.

## Comunas vizinhas
- Mikołajki, Piecki, Pisz, Rozogi, Świętajno